# 1953-as magyar birkózóbajnokság
Az 1953-as magyar birkózóbajnokság a negyvenhatodik magyar bajnokság volt. A kötöttfogású bajnokságot március 21. és 22. között rendezték meg Budapesten, a Gorkij fasori ÉDOSZ-székházban, a szabadfogású bajnokságot pedig október 24. és 25. között Kaposváron, a Béke Szállóban.

## Eredmények

### Férfi kötöttfogás
| Versenyszám  | Arany                    | Arany | Ezüst                 | Ezüst | Bronz                   | Bronz |
| ------------ | ------------------------ | ----- | --------------------- | ----- | ----------------------- | ----- |
| Lepkesúly    | Völgyi László Dózsa SE   |       | Kenéz Béla SZOT       |       | Benkő Gyula Honvéd SE   |       |
| Légsúly      | Hódos Imre Bástya SE     |       | Bencze Lajos Dózsa SE |       | Móni Béla SZOT          |       |
| Pehelysúly   | Polyák Imre Dózsa SE     |       | Sipos László SZOT     |       | Hoffmann Géza Honvéd SE |       |
| Könnyűsúly   | Tóth Gyula Honvéd SE     |       | Tarr Gyula Dózsa SE   |       | Kollárdi László SZOT    |       |
| Váltósúly    | Szilvásy Miklós Dózsa SE |       | Gál József SZOT       |       | Győrfalvi Gyula SZOT    |       |
| Középsúly    | Balla István SZOT        |       | Németi Gyula SZOT     |       | Zaka Zoltán Honvéd SE   |       |
| Félnehézsúly | Kovács Gyula SZOT        |       | Sólyom János Dózsa SE |       | Besze László SZOT       |       |
| Nehézsúly    | Soltész László Honvéd SE |       | Riheczky János SZOT   |       | Vitális Sándor SZOT     |       |

### Férfi szabadfogás
| Versenyszám  | Arany                     | Arany | Ezüst                   | Ezüst | Bronz                     | Bronz |
| ------------ | ------------------------- | ----- | ----------------------- | ----- | ------------------------- | ----- |
| Lepkesúly    | Völgyi László Dózsa SE    |       | Kenéz Béla SZOT         |       | Páger Antal Honvéd SE     |       |
| Légsúly      | Bencze Lajos Dózsa SE     |       | Fábri Tivadar SZOT      |       | Hegedüs Ferenc SZOT       |       |
| Pehelysúly   | Hoffmann Géza Honvéd SE   |       | Viczek József Honvéd SE |       | Galántai Bálint Honvéd SE |       |
| Könnyűsúly   | Tóth Gyula Honvéd SE      |       | Sipos László SZOT       |       | Tóth Ferenc Dózsa SE      |       |
| Váltósúly    | Szilvásy Miklós Dózsa SE  |       | Radics Lajos Dózsa SE   |       | Fejes Ferenc SZOT         |       |
| Középsúly    | Gurics György Honvéd SE   |       | Szakács Tibor Honvéd SE |       | Gergely Ferenc SZOT       |       |
| Félnehézsúly | Kovács József Honvéd SE   |       | Gáspár Ferenc SZOT      |       | Budavári István Dózsa SE  |       |
| Nehézsúly    | Növényi Norbert Honvéd SE |       | Vászin Péter Honvéd SE  |       | Mángó Andor SZOT          |       |